# Fritz Amundsen
Fritz Amundsen (1º giugno 1902 – 22 febbraio 1972) è stato un calciatore norvegese, di ruolo difensore.

## Carriera

### Club
Amundsen giocò con la maglia del Lyn Oslo.

### Nazionale
Amundsen disputò una partita per la Norvegia. Il 6 luglio 1930, infatti, fu titolare nella sconfitta per 6-3 contro la Svezia.